# Polypedates macrotis
Polypedates macrotis es una especie de anfibios que habita en Brunéi, Indonesia, Malasia, Filipinas y Tailandia. 